# Anna Sloan
Anna Sloan (ur. 5 lutego 1991 w Dumfries) – szkocka curlerka, brązowa medalistka Zimowych Igrzysk Olimpijskich 2014, mistrzyni świata z 2013, mistrzyni świata juniorek 2009 i 2011, złota medalistka Uniwersjady 2011. Obecnie występuje jako trzecia w zespole Eve Muirhead, wcześniej była kapitanem oraz trzecią w juniorskim zespole Muirhead.

## Kariera seniorska
Już w 2007 roku Sloan jako otwierająca wystąpiła w drużynie Gordona Muirheada na ME mikstów. Szkoci uplasowali się na 6. miejscu.
Podczas Mistrzostw Europy 2010 Anna pełniła funkcję rezerwowej. Zagrała tylko w jednym meczu – przeciwko Holandii. Szkotki występ zakończyły zdobyciem srebrnych medali, w finale przegrały ze Szwecją (Stina Viktorsson).
Pełniąc rolę kapitana Sloan wywalczyła mistrzostwo Szkocji w sezonie 2010/2011 i wystąpiła na Mistrzostwach Świata 2011. Szkotki z bilansem 4 wygranych i 7 porażek uplasowały się na 9. miejscu.
W ME 2011 Szkocję reprezentował, wcześniejszy juniorski zespół Muirhead, a Sloan zagrywała kamienie na pozycji trzeciej. Szkotki sięgnęły po złote medale wygrywając trzy spotkania w fazie play-off, w tym 8:2 finał przeciwko Szwedkom (Margaretha Sigfridsson). Pod koniec sezonu Szkotki zostały sklasyfikowane na 6. miejscu Mistrzostw Świata 2012.
Zespół Muirhead zdobył srebrne medale Mistrzostw Europy 2012, w finale uległ reprezentacji Rosji (Anna Sidorowa) 5:6. W tym samym sezonie Szkotki doszły do finału Mistrzostw Świata 2013, zdobyły złote medale pokonując 6:5 Szwecję (Margaretha Sigfridsson). W kolejnej edycji mistrzostw Europy Szkotki wygrały rundę grupową wygrywając wszystkie dziewięć meczów. W finale uległy jednak 5:10 zespołowi szwedzkiemu dowodzonemu przez Margarethę Sigfridsson.
W 2014 Sloan po raz pierwszy wystąpiła w zimowych igrzyskach olimpijskich. Brytyjki z czwartego miejsca Round Robin awansowały do półfinałów. W dalszej fazie rozgrywek przegrały 4:6 mecz półfinałowy przeciwko Kanadzie (Jennifer Jones). Reprezentacja Wielkiej Brytanii zdobyła ostatecznie brązowe medale, w meczu o 3. miejsce pokonała 6:5 Szwajcarię (Mirjam Ott). Szkotki na tym samym stopniu stanęły podczas Mistrzostw Europy 2014, w meczu o brązowe medale wynikiem 8:4 pokonały Dunki (Lene Nielsen).

## Kariera juniorska i akademicka
Jako skip w 2009 Anna triumfowała w Europejskim Festiwalu Młodzieży. W tym samym roku jako trzecia w ekipie Muirhead rywalizowała w Vancouver na MŚ juniorów. Szkotki z 2. miejsca znalazły się w fazie finałowej, w wyższym meczu play-off pokonały 7:3 Szwajcarię (Martina Baumann). W meczu finałowym Sloan zmierzyła się z gospodyniami (Kaitlyn Lawes), wynikiem 8:6 to Europejki zdobyły tytuł mistrzowski.
W rywalizacji rok później była rezerwową u Lauren Gray, wystąpiła w dwóch meczach, jednak Szkotki zajęły ostatnie, 10. miejsce.
Anna Sloan została wybrana na kapitana łączonej reprezentacji Szkocji na Zimową Uniwersjadę 2011. Zespół pod jej przewodnictwem przegrał tylko jeden mecz, w finale zaś wygrał przeciwko Rosji (Anna Sidorowa) 7:6. W tym samym sezonie Sloan brała udział w MŚ Juniorów, Szkotki dotarły do finału i pokonały w nim Kanadę (Trish Paulsen) 10:3.

## Wielki Szlem
| Turniej                | 2011/2012 | 2012/2013 | 2013/2014 | 2014/2015 |
| ---------------------- | --------- | --------- | --------- | --------- |
| Autumn Gold            | x         | A         | W         | A         |
| Manitoba Lotteries     | A         | A         | x         | A*        |
| Colonial Square        | A*        | x         | A         | W         |
| Masters                | QF*       | SF        | F         | x         |
| Canadian Open          | —         | —         | —         |           |
| Players’ Championships | x         | W         | QF        |           |

| —  | = turniej nie odbył się                                  |
| A  | = nie uczestniczyła                                      |
| x  | = nie zakwalifikowała się do fazy finałowej              |
| QF | = ćwierćfinał                                            |
| SF | = półfinał                                               |
| F  | = finał                                                  |
| W  | = zwycięstwo                                             |
| *  | = turniej niezaliczany wówczas do cyklu Wielkiego Szlema |

## Drużyna
seniorska
|           | Czwarta      | Trzecia         | Druga       | Otwierająca     |
| --------- | ------------ | --------------- | ----------- | --------------- |
| 2014/2015 | Eve Muirhead | Anna Sloan      | Vicki Adams | Sarah Reid      |
| 2011/2014 | Eve Muirhead | Anna Sloan      | Vicki Adams | Claire Hamilton |
| 2010/2011 | Anna Sloan   | Claire Hamilton | Vicki Adams | Rhiann MacLeod  |

juniorska i inne
|           | Czwarty/-a      | Trzeci/-a      | Drugi/-a      | Otwierający/-a  |
| --------- | --------------- | -------------- | ------------- | --------------- |
| 2010/2011 | Eve Muirhead    | Anna Sloan     | Vicki Adams   | Rhiann Macleod  |
| 2008/2009 | Eve Muirhead    | Anna Sloan     | Vicki Adams   | Sarah MacIntyre |
| ZU 2011   | Anna Sloan      | Lauren Gray    | Vicki Adams   | Sarah MacIntyre |
| EYOF 2009 | Anna Sloan      | Hannah Fleming | Lauren Gray   | Alice Spence    |
| MEM 2007  | Gordon Muirhead | Eve Muirhead   | Glen Muirhead | Anna Sloan      |

## Życie prywatne
Sloan zaczęła uprawiać curling w 2000. Mieszka w Glasgow i studiuje na Glasgow Caledonian University.